# VV Zwartemeer in het seizoen 1956/57
Het seizoen 1956/1957 was het tweede jaar in het bestaan van de Klazienaveense betaaldvoetbalclub Zwartemeer. De club kwam uit in de Nederlandse Tweede divisie A en eindigde daarin op de 14e plaats.

## Wedstrijdstatistieken

### Tweede divisie A
|       | Be Quick | Enschedese Boys | Go Ahead | Heerenveen | Heracles | Leeuwarden | Oldenzaal | Oosterparkers | PEC   | Rheden | Tubantia | Velocitas | Veendam | Zwolsche Boys |
| ----- | -------- | --------------- | -------- | ---------- | -------- | ---------- | --------- | ------------- | ----- | ------ | -------- | --------- | ------- | ------------- |
| Thuis | 2 – 1    | 5 – 3           | 4 – 2    | 2 – 2      | 3 – 0    | 1 – 6      | 2 – 2     | 1 – 1         | 1 – 2 | 1 – 1  | 1 – 4    | 3 – 3     | 1 – 1   | 3 – 1         |
| Uit   | 3 – 3    | 5 – 0           | 7 – 3    | 3 – 3      | 3 – 0    | 3 – 1      | 0 – 0     | 3 – 1         | 2 – 3 | 4 – 2  | 3 – 1    | 4 – 0     | 2 – 0   | 2 – 0         |

## Statistieken Zwartemeer 1956/1957

### Eindstand Zwartemeer in de Nederlandse Tweede divisie A 1956 / 1957
| Stand | Gespeeld | Gewonnen | Gelijk | Verloren | Punten | Doelpunten voor | Doelpunten tegen |
| ----- | -------- | -------- | ------ | -------- | ------ | --------------- | ---------------- |
| 14e   | 28       | 6        | 9      | 13       | 21     | 47              | 73               |

### Topscorers
| Competitie \| # \| Naam \| \| \| ------ \| --------------------- \| -- \| \| 1. \| Foppe ten Hoor \| 13 \| \| 2. \| Hans Kalter \| 7 \| \| 3. \| Geert Jacobs \| 6 \| \| 3. \| Jan Jacobs \| 6 \| \| 5. \| Job Drent \| 4 \| \| 5. \| Gerrit Pesman \| 4 \| \| 7. \| Piet Damhof \| 2 \| \| 8. \| Koene Schonewille \| 1 \| \| 8. \| Jan Stevens \| 1 \| \| 8. \| Gosum de Vries \| 1 \| \| 8. \| Henk de Vries \| 1 \| \| 8. \| Katrinus van der Werf \| 1 \| \| Totaal \| Totaal \| 47 \| |                       |      |
| # | Naam                  | Goal |
| 1. | Foppe ten Hoor        | 13   |
| 2. | Hans Kalter           | 7    |
| 3. | Geert Jacobs          | 6    |
| 3. | Jan Jacobs            | 6    |
| 5. | Job Drent             | 4    |
| 5. | Gerrit Pesman         | 4    |
| 7. | Piet Damhof           | 2    |
| 8. | Koene Schonewille     | 1    |
| 8. | Jan Stevens           | 1    |
| 8. | Gosum de Vries        | 1    |
| 8. | Henk de Vries         | 1    |
| 8. | Katrinus van der Werf | 1    |
| Totaal | Totaal                | 47   |